# 추이스창 (1900년)
추이스창(崔世昌(최세창), 1900년 2월 29일 ~ 1953년 12월 7일)은 중화민국(본토 대륙 시대)의 군인 겸 정치인이었다.

## 발자취

### 학업
- 1919년 중화민국 바오딩 육군군관학교 졸업
- 1926년 일본 지바 육군보병학교 졸업
- 1931년 일본 도쿄 육군대학교 학사
- 1936년 중화민국 난징 국방대학교 학사

### 삶
- 1939년 중화민국 국민혁명군 육군 제1전구사령부 부참모장(육군 중령).
- 1942년 중화민국 국민혁명군 육군 제14군사령부 참모장(1942년 3월 16일 당시 육군 대령 진급).
- 1943년 중화민국 국민혁명군 육군 1성 장성 진급(육군 제14군사령부 참모장 시절 1943년 3월 29일 장성 진급).
- 1944년 중화민국 국민혁명군 육군 제5전구사령부 참모장(1944년 7월 28일).
- 1945년 중화민국 국민혁명군 육군 제5전구사령부 부사령관(1945년 3월 23일).
- 1945년 육군 2성 장성 진급(1945년 5월 24일).
- 1945년 중화민국 국민혁명군 육군 제5전구사령부 부사령관 시절 일본국 패망 사태 목도(1945년 8월 15일).
- 1946년 중화민국 국민혁명군 육군 허베이 성 제6관구사령관(1946년 1월 3일 당시 육군 3성 장성 진급).
- 1946년 중화민국 국민혁명군 육군 장쑤 성 쑤저우 보안사령관(1946년 3월 22일).
- 1947년 중화민국 육군 장쑤 성 쑤저우 보안사령관(1947년 12월 24일).
- 1948년 중화민국 육군 둥베이 지역사령부 지린 성 지린 군사종합산적본부 사무국 국장(1948년 1월 8일).
- 1948년 중화민국 국방부 사무차장보(1948년 2월 19일).
- 1949년 중화민국 육군 간쑤 성 란저우 보안사령관(1949년 1월 6일).
- 1949년 중화민국 육군 제7군단장(1949년 3월 24일).
- 1949년 중화민국 육군 3성 장성 전역 후 중화민국 쓰촨 성 청두(成都)에 은거(1949년 8월 15일).
- 1949년 중화민국 육군 예비역 3성 장성 신분으로써 중화인민공화국 쓰촨 성 더양(德陽)에서 중공(중화인민공화국 인민군)한테 전격 투항 선언(1949년 12월 25일).
- 1949년 중공 허베이 성 바오딩(保定)으로 압송된 후 인민형무소 수감됨(1949년 12월 26일).
- 1950년 중공 허베이 성 바오딩 인민재판 끝에 무기징역형 최종 선고(1950년 1월 27일).
- 1953년 형집행정지 조치 처분으로 인하여 수감 3년차 시절 중화인민공화국 허베이 성 바오딩 인민형무소 가출옥 출감 조처된 직후 동시에 샤오 지역으로 압송되어 샤오 인민관저(안가)에서 가택연금 조치 처분됨(1953년 1월 27일).
- 1953년 가택연금 10개월차 시절 중화인민공화국 허베이 성 샤오 지역의 인민경찰지서 파출소 사격 훈련 연습장으로 압송되어 총살형 집행 조처됨(1953년 12월 7일).

### 사후
- 1986년 중공 리셴녠 인민 정부 시대(덩샤오핑 치하)에서 사후복권(死後復權) 조치 처분됨(1986년 5월 2일).